# Tylomys watsoni
Tylomys watsoni är en däggdjursart som beskrevs av Thomas 1899. Tylomys watsoni ingår i släktet centralamerikanska klätterråttor och familjen hamsterartade gnagare. Inga underarter finns listade i Catalogue of Life.

## Utbredning
Denna gnagare förekommer från Costa Rica till gränsområdet mellan Panama och Colombia. Arten lever i låglandet och i bergstrakter upp till 2700 meter över havet. Habitatet utgörs av städsegröna och lövfällande skogar. Den besöker även kultiverade landskap.

## Utseende
Arten blir med svans 51 cm lång och den har grå till gråbrun päls på ovansidan samt krämfärgad till vit päls på undersidan. Även den nakna svansen är grå förutom 1/3 del vid spetsen som är vit.
Huvudet kännetecknas av nakna bruna öron och långa tjocka morrhår. Vikten ligger vid 196 till 252 g. Förutom vita fingrar och tår har arten bruna extremiteter.

## Ekologi
Individerna är aktiva på natten och de sover dagen gömd i bergssprickor. Ibland används byggnader och andra hålrum gjorda av människor som sovplats. Tylomys watsoni äter främst frukter och gröna växtdelar. Den tar även mat avsedd för människor, till exempel choklad. Individerna går på marken och klättrar i växtligheten. En hona var i februari dräktig med tre ungar.

## Hot
För beståndet är inga hot kända. Hela populationen anses vara stabil. IUCN kategoriserar arten globalt som livskraftig.